# Bud Collins
Arthur Worth Collins Jr., detto Bud (Lima, 17 giugno 1929 – Brookline, 4 marzo 2016), è stato un giornalista, conduttore televisivo e telecronista sportivo statunitense.

## Biografia
Si diplomò alla Berea High School e dopo il servizio militare si iscrisse all'Università di Boston. Tra il 1959 e il 1963 ricoprì il ruolo di insegnante di tennis presso la Brandeis University, seguendo tra gli altri Abbie Hoffman.

Fu sposato con la fotografa Anita Ruthling Klaussen. Affetto dalla malattia di Parkinson, è morto nel 2016.

## Carriera
Collins ha iniziato a scrivere per un giornale durante il periodo universitario, si occupava di articoli sportivi per il Boston Herald. Nel 1963 passò al Boston Globe ed iniziò anche a commentare le partite di tennis sulla PBS e WGBH.

Tra il 1968 e il 1972 lavora per CBS Sports durante la copertura della rete sugli US Open.
Cambia network passando ad NBC Sports nel 1972 occupandosi del Torneo di Wimbledon. Tra il 1974 e il 1977 ha commentato per la PBS i match di tennis insieme al collega Donald Dell.

Sulla carta stampata, sempre per il Boston Globe, per diversi anni si è occupato anche di politica arrivando nel 1967 a candidarsi sindaco per la città di Boston.

Durante il Torneo di Wimbledon 2007 Collins annuncia che la NBC ha deciso di non rinnovargli il contratto e di chiudere quindi un rapporto tra il commentatore e l'emittente durato 35 anni. Nonostante la delusione per la fine di un rapporto duraturo Collins ha dichiarato di non avere intenzione di smettere di commentare il tennis e di continuare a scrivere articoli per il Boston Globe.

Alla fine del torneo londinese il giornalista Bob Ryan, durante il programma televisivo The Sports Reporters su ESPN, ha commentato sarcasticamente la decisione del network sull'esclusione di Collins ed ha pregato il Boston Globe di confermarlo.

Il periodo lontano dalle telecronache non dura molto e il 7 agosto 2007 viene assunto da ESPN, da allora si occupa della telecronaca dei 4 tornei del Grande Slam su ESPN2, insieme al suo vecchio partner sulla NBC Dick Enberg. Per gli US Open è impiegato anche nella radiocronaca su XM Satellite Radio.

Nel 1992 è stato il conduttore della 116ª edizione dei Westminster Kennel Club Dog Show su USA Network.

Nel 2006 ha preso parte al secondo episodio della prima stagione di Psych.

### Carriera sportiva
Collins è stato un tennista a buoni livelli, nel 1961 ha vinto il torneo di doppio misto agli U.S. Indoor Championships insieme a Janet Hopps ed è stato finalista nel torneo di doppio riservato ai Senior nel 1975 con Jack Crawford.

Nel 1994 è stato inserito nell'International Tennis Hall of Fame.

### Scrittore
Collins ha anche scritto diversi libri, alcuni insieme ad importanti giocatori come Rod Laver e Evonne Goolagong, ed enciclopedie riguardanti il tennis.

## Riconoscimenti
Nel 1999 viene premiato dall'Associated Press con il Red Smith Award, la più importante onorificenza riservata ai giornalisti sportivi americani.